# Noorse dansen nrs. 1 en 2
De Noorse dansen nrs. 1 en 2 is een compositie van de Noor Johan Halvorsen. Hij schreef het origineel voor viool en piano. Hijzelf voerde het werk zelf als eerste uit op 14 maart 1897 in Bergen met vriend Sigurd Lie achter de piano. Het werk bestond toen uit twee delen:
1. Allegro con brio
2. Allegretto

Vrij kort daarna maakte Halvorsen van deze compositie een versie voor viool en orkest, die waarschijnlijk voor het eerste uitgevoerd werd op 19 september 1908 in Oslo onder leiding van de componist zelf.
Veel later, circa 1930, schreef Halvorsen een tweede set van vier stuks, daarvan wordt alleen nog nummer 3 (Allgero non troppo) gespeeld. 
De drie worden tegenwoordig (indien uitgevoerd) samen gespeeld, het meest is de versie viool en orkest. 

## Discografie
- Uitgave Chandos: Neeme Järvi met het Bergen filharmonische orkester
- Uitgave Naxos: Razumovsky Symphony Orchestra onder leiding van Bjarte Engeset